# Sengoku 3
Sengoku 3 es un videojuego de arcade y beat 'em up de desplazamiento lateral de 2001 desarrollado por Noise Factory y publicado por SNK. Es la tercera y última entrada de la serie Sengoku. En el juego, los jugadores luchan contra espíritus enemigos no muertos. Aunque inicialmente se lanzó para Neo Geo (arcade), el título se lanzó más tarde a Neo Geo AES (hogar), además de ser relanzado a través de servicios de descarga para varias consolas. Fue recibido con una recepción positiva por parte de críticos y revisores desde su lanzamiento inicial.

## Jugabilidad
Al igual que con los títulos anteriores de Sengoku, Sengoku 3 es un juego de beat 'em up de desplazamiento lateral en el que los jugadores toman el control de uno de los cuatro personajes jugables iniciales y se desbloquean dos personajes más durante el juego en varias etapas llenas de una variedad de espíritus malignos no muertos.

## Desarrollo y lanzamiento
Sengoku 3 fue desarrollado por Noise Factory y fue lanzado por primera vez para arcades el 18 de julio de 2001. La banda sonora fue compuesta por Toshikazu Tanaka, quien anteriormente trabajó en SNK y trabajó en proyectos como Fatal Fury: King of Fighters. Tanaka declaró en una entrevista que su mayor desafío al componer para el proyecto era lograr que la calidad de la música estuviera casi a los niveles de otros juegos en ese momento. Tanaka decidió utilizar la reproducción en streaming para la música, ya que sintió que no podía garantizar la alta calidad que deseaba con los métodos anteriores. El controlador de sonido utilizado no se diseñó teniendo en cuenta la transmisión, lo que le resultó difícil a Tanaka y consideró modificar el controlador de sonido él mismo, pero no pudo hacerlo debido al cronograma. Sin embargo, Tanaka pudo hacer el trabajo solo.
Sengoku 3 se lanzó posteriormente para el sistema Neo Geo AES en octubre de 2001. Desde entonces, el lanzamiento de AES en América del Norte se ha convertido en uno de los títulos más caros de la plataforma, con copias que superan los 2200 dólares en el mercado secundario de coleccionismo de videojuegos. En 2013, Sengoku 3 fue relanzado digitalmente para el servicio de consola virtual japonesa de Wii, cortesía de D4 Enterprise. Sengoku 3 está incluido en Neo Geo 25th Anniversary Humble Bundle, lanzado en 2015. Hamster Corporation relanzó Sengoku 3 para Xbox One, PlayStation 4 y Nintendo Switch en 2018 bajo su serie Arcade Archives.

## Recepción
Sengoku 3 ha tenido una buena acogida por parte de críticos y críticos desde su lanzamiento. Tanto Kyo como Ben, de la revista francesa HardCore Gamers, notaron las mejoras visuales en comparación con sus predecesores y lo consideraron un juego de beat 'em up "excelente".